# ボルーシャ郡 (フロリダ州)
ボルーシャ郡（英: Volusia County、[vəˈluːʃə], və-LOOSH-ə）は、アメリカ合衆国フロリダ州のフロリダ半島大西洋岸に位置する郡である。西と南はセントジョンズ川が郡境になっている。人口は55万3543人（2020年）。郡庁所在地はデランドであり、同郡で人口最大の都市はデルトナである。
ボルーシャ郡は北に隣接するフラグラー郡とともにデルトナ・デイトナビーチ・オーモンドビーチ大都市圏を構成しており、さらにオーランド・デルトナ・デイトナビーチ広域都市圏にも含まれている。この広域都市圏には、オーランド・キシミー・サンフォード都市圏およびザ・ビレッジズ都市圏（サムター郡）も含まれている。広域都市圏人口は2010年時点で2,818,120人と推計されている。

## 歴史
ボルーシャ郡は1854年12月29日に、オレンジ郡から分離し、フロリダ州議会によって設立された。郡名は当時最大の町だったボルーシャから採られた。設立時の人口は600人に過ぎなかった。
「ボルーシャ」という名前の由来は不明だが、下記のように幾つかの説がある。
1. 1700年代初期にティムクア族インディアンの文化が衰退した後、この地域に流れてきたユチ族インディアンの言葉で「ユチの土地」を意味する言葉から採られたとする説[3]。ユチ族は、ボルーシャの町から南に約16キロメートル、スプリングガーデンズの地域に住んでいた[4]。
2. ボルーズというイギリス人から採られたとする説。ボルーズは1700年代後期にセントジョンズ川沿いにプランテーションを所有していた[5]。
3. 郡内にあった交易拠点の所有者のフランス人あるいはベルギー人に従属するベルーシェという人物から派生したとする説。ある説では、これがイギリス支配時代のことであり、また別の説では1818年頃であるとされている。ベルーシェという名前が長い間に英語化されてボルーシャになった[6]。
4. ボルーシャの町がジェレ・ボルシアという人物によって設立され名付けられたとする説[7]。
5. ローマの法学者ボルシオに因みスペイン人が名付けたとする説。ボルシオは30冊の著作を著し、ローマ皇帝のマルクス・アウレリウスを教育した哲学者だった[5]。

ボルーシャ郡となった地域にはティムクア族とマヤカ族が住んでいた。どちらの部族もヨーロッパ人開拓者との接触後、病気や戦争で人口が激減し、現在では絶滅されたものとされている。トモカ州立公園の大型貝塚など郡内の様々な地域で、その生活の痕跡が見られる。
イギリスがフロリダを支配した時代、アンドリュー・ターンブルが郡南東部にスマーナと呼んだ植民地を始めたが失敗した。この植民地はキングス道路を介して東フロリダの首都セントオーガスティンに繋げられていた。植民地経営に失敗した後、メノルカ島出身者が多かった開拓者達は、110キロメートル離れたセントオーガスティンまで戻ることができた。
セミノール族インディアンはアラバマ州やジョージア州にいたクリーク族の子孫であり、インディアン準州への移住に抵抗し、ボルーシャ郡の様々な場所で生活した。第二次セミノール戦争（1836年-1842年）のとき、現在デイトナビーチがある場所にあった大型の砂糖プランテーションが、セミノール族によって燃やされた。
1936年、セントジョンズ川の東岸、現在のデバリーで、ウィンフィールド・スコット将軍が砦兼補給所を建設し、フロリダ砦と名付けた。

## 地理

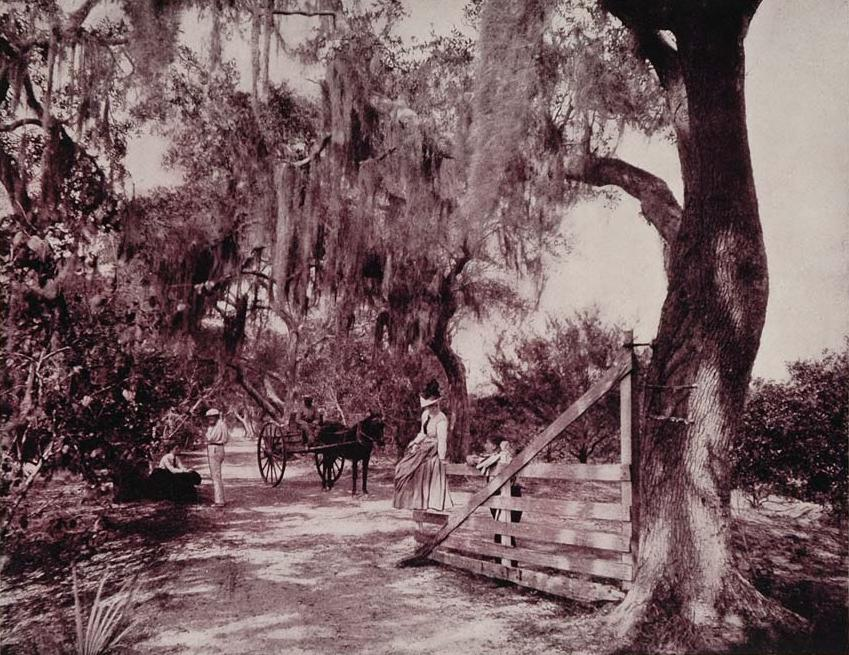
苔に覆われたオークの道、フロリダのオーモンド近く -- 1893の2色刷

アメリカ合衆国国勢調査局に拠れば、郡域全面積は1,432.44平方マイル (3,710.0 km2)であり、このうち陸地1,103.25平方マイル (2,857.4 km2)、水域は329.19平方マイル (852.6 km2)で水域率は22.98%である。
ボルーシャ郡の西はセントジョンズ川とモンロー湖に接し、東は大西洋である。面積はロードアイランド州の大きさに近く、オーランド市の北東80キロメートル、ケネディ宇宙センターの北97キロメートル、ジャクソンビル市の南143キロメートルに位置している。

### 地域
ボルーシャ郡政府は郡内を3つの地域に分けている。これは地域の電話会社であるベルサウスが使う3つの市外局番地域に一致している。
- 東ボルーシャ、別名大デイトナビーチ地域、またはハリファックス地域（地域を流れるハリファックス川から採られている）、デイトナビーチ、デイトナビーチショアーズ、ホリーヒル、オーモンドビーチ、ポンセインレット、ポートオレンジ、サウスデイトナの各市町がある。
- 南東ボルーシャ、別名大ニュースマーナビーチ地域、ニュースマーナビーチ、エッジウォーター、オークヒルの各市町がある。
- 西ボルーシャ、別名セントジョンズ川カントリー、バーバービル、デバリー、デランド、デレオンスプリングス、デルトナ、グレンウッド、レイクヘレン、オレンジシティ、ピアソン、シービルの各市町がある。

### 交通

#### 主要高規格道路

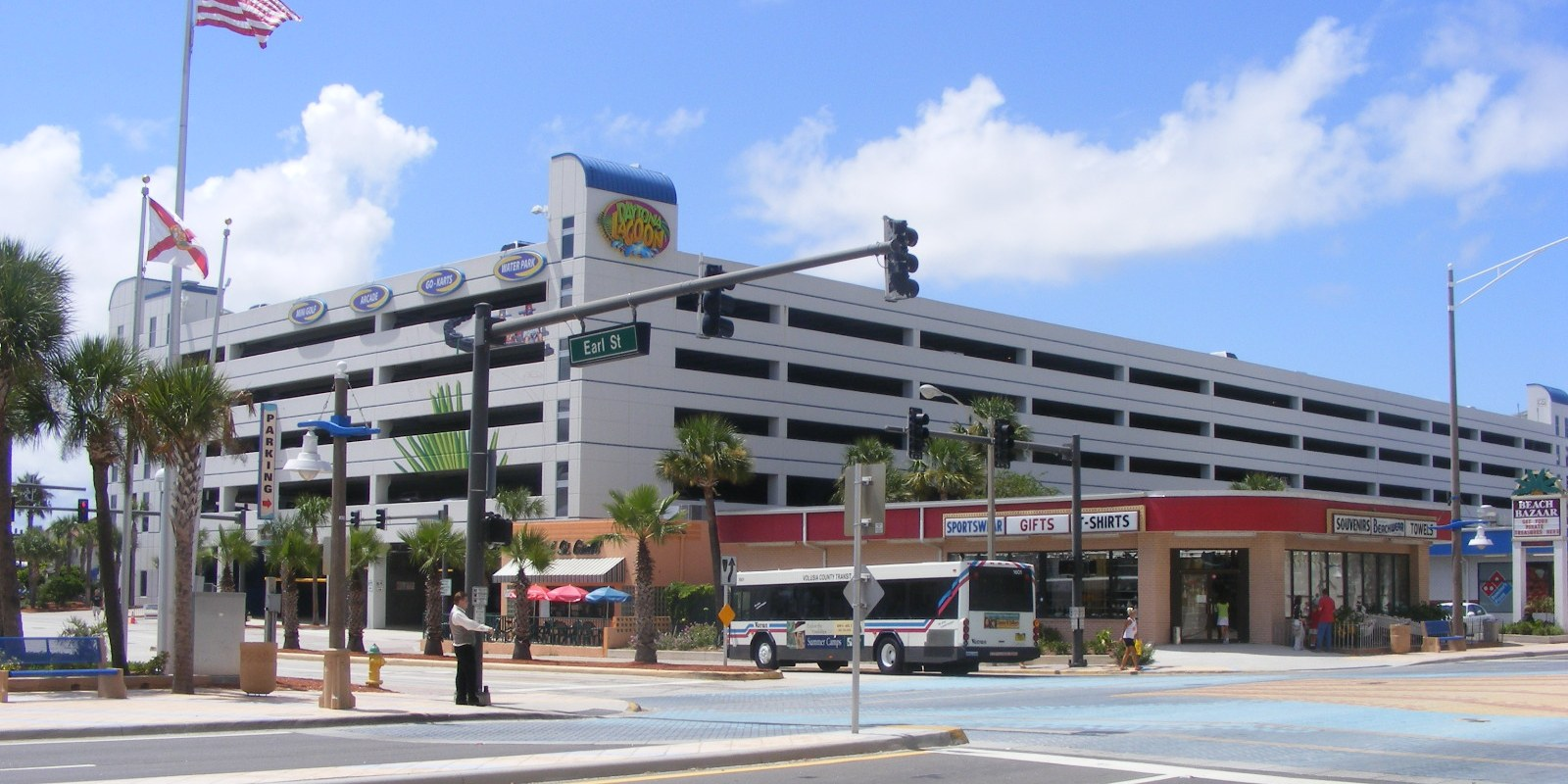
デイトナビーチにあるボルーシャ郡駐車場

- 州間高速道路95号線、東海岸を南北に通る幹線道、インターチェンジは8か所、うち3か所はデイトナビーチに通じる
- 州間高速道路4号線、フロリダ州中央を東西に抜ける幹線道、郡内は最西部を抜ける、郡内7か所にインターチェンジがあり、州間高速道路95号線と交差した後は州道400号線になる
- アメリカ国道1号線、郡東部を南北に抜ける主要地方道、州間高速道路95号線ができるまでは州と郡東部の幹線道だった
- アメリカ国道17号線、郡西部を南北に抜ける主要地方道
- アメリカ国道92号線、東西方向路
- フロリダ州道A1A号線、国道1号線の代替路、海岸部の景観道路
- フロリダ州道40号線、郡中央の東西方向路
- フロリダ州道44号線、郡南部の東西方向路
- フロリダ州道46号線、郡南西隅を通る東西方向路
- フロリダ州道5A号線、ノバ道路とも呼ばれる、州道5号線の代替路
- フロリダ州道421号線、州間高速道路95号線とポートオレンジ・コーズウェイを繋ぐ東西方向路
- フロリダ州道11号線、景観の良い南北方向路
- フロリダ州道483号線、デイトナビーチ国際空港とデイトナ国際スピードウェイの東を走る南北方向路

#### 公共交通機関
ボルーシャ郡公共高越システムが地元のバス便を運行している。路線は郡内をカバーし、月曜日から土曜日の午前7時から午後7時まで運行され、障害者も使いやすくなっている。夕方と日曜日には東ボルーシャで限定便が運行されている。料金は片道1.25米ドル、1日パス3米ドル、1か月フリーパス40米ドルである。
ボルーシャ郡とオーランド市の間にはオレンジシティからのリンクスがあり、州間高速道路4号線を経由してヒースローとオーランド市中心街に行ける。リンクスは月曜日から金曜日に3往復している。通常運賃は片道3.50米ドル、一ヶ月定期は80米ドルである。
オーランドの通勤鉄道サンレイルがボルーシャ郡に乗り入れている。2024年にディランド駅まで延伸された

### 隣接する郡
- フラグラー郡 - 北
- ブレバード郡 - 南
- オレンジ郡 - 南
- セミノール郡 - 南西
- レイク郡 - 西
- マリオン郡 - 北西
- パットナム郡 - 北西

### 公園と庭園
- アディソン・ブロックハウス歴史州立公園
- ブルースプリング州立公園
- ビュロークリーク州立公園
- カナベラル国立海岸
- デレオンスプリングス州立公園
- ダンロートン・プランテーションとシュガーミル
- ジェミニ・スプリングス公園
- ホントゥーン島州立公園
- ジョージ湖州有林
- ウッドラフ湖国立野生生物保護区
- ノースペニンシュラ州立公園
- オーモンドビーチ記念美術館と庭園
- タイガーベイ州有林
- トモカ州立公園

### 河川と水域
- 大西洋
- ハリファックス川
- 沿岸内水路
- ジョージ湖
- モンロー湖
- モスキート・ラグーン
- ポンセ・デ・レオン・インレット
- セントジョンズ川
- トモカ川

### 観光地
- デイトナ国際スピードウェイ、デイトナビーチ
- ジャッキー・ロビンソン・ボールパーク、デイトナビーチ
- ニュースマーナ・スピードウェイ、ニュースマーナビーチ
- ポンセ・デ・レオン・インレット灯台と博物館、ポンセ入り江
- オーシャンセンター（会議場）、デイトナビーチ
- ボルーシャ郡祭とエクスポセンター、デランド
- ボルーシャ・スピードウェイ・パーク、バーバービル

## 郡政府
ボルーシャ郡は郡政委員会マネジャー方式の政府形態を採っており、有権者は郡政委員会の7人の委員を4年間任期で選出している。5人の委員は小選挙区から選ばれ、郡議長ともう1人が郡全体を選挙区に選ばれている。
郡政委員会は郡のために条例と政策を立案する。郡の年間予算を審査し承認する。郡マネジャーを指名し、マネジャーが委員会の意志を実行し、日々の管理を行う。
他に選挙で選ばれる州の役人は、保安官、裁判所事務官、資産評価官、教育監督官、州検察官、公選弁護人があるが、給与は郡から支払われる。
郡の管理ビルは、デランド、デイトナビーチ、ニュースマーナビーチ、オレンジシティ各市にある。

### 司法
郡の裁判所にはデランドに集中しており、重罪、経済、交通違反、民事まで様々な事件を扱う。選挙で選ばれた検察官が事件を告発する。被告は公選弁護人の弁護を依頼できる。
保安官は直接裁判所に対する責任があるが、州法の強制については州に対しても責任がある。郡保安官事務所が郡内未編入領域の法執行を行い、またデイトナビーチ警察署など自治体警察署を支援する。
常勤警官を多くのボランティアが支援している。市民監視プログラムでは、ボランティアが郡保安官の指示で動き、警察活動に加わる。
ボルーシャ郡監獄支所は現代的な施設であり、デランドとデイトナビーチのほぼ中間、国道92号線沿いにある。1年未満の刑を宣告された囚人を収容している。1年以上の場合は州刑務所に収容されなければならない。

### 図書館
郡は、デランドとデイトナビーチにある2つの大型図書館を中心に16の図書館を中央制御している。蔵書数869,491冊、ビデオ83,943巻、視聴覚教材 58,784本、雑誌と新聞2,051種、政府文献10万件、免許データベースが51ある。全図書館にブロードバンドに接続されたパソコンがあり、利用者が使うことができる。推計23万人の住人が利用者登録をしている。1つの利用者証があれば全館で利用でき、貸し出し物件は毎日の配送で手近な図書館に届けられ、外部の図書システムとも融通される。利用者証は無料である。

## 経済
ボルーシャ郡全体の総生産は2005年の129億8千万米ドルから2006年の136億9千万米ドルまで、7億990万米ドル増加した。総生産は経済効果の年間指標であり、ボルーシャ郡と16自治体で構成する大都市圏の商品とサービスの売上高である。この額は50万を超える住民の経済における新資本源が回っていることを示している。
地元消費者は自信を持っており、推計28,800人の新住民が入り続けていること、11億米ドルを越える建設への投資があること、専門職や医療の分野が着実に成長していることで、郡経済を大きく押し上げている。
郡内の製造業は、州内の製造業が衰退傾向にあることとは対照的に着実安定的な位置を維持している。製造業者の数は2006年の430以上にまで増加しており、郡総生産の大きな部分を占めている。製造業は賃金水準も高く維持しており、地元経済を構成する他の産業分野よりも経済波及効果が大きい。
製造業の一人当たり年間収入は2006年で37,632米ドルであり、全労働者の平均32,200米ドルよりもかなり高い。

## 人口動態
以下は2000年国勢調査による人口統計データである。
| 基礎データ - 人口: 443,343人 - 世帯数: 184,723 世帯 - 家族数: 120,069 家族 - 人口密度: 155人/km2（402人/mi2） - 住居数: 211,938軒 - 住居密度: 74軒/km2（192軒/mi2） 人種別人口構成 - 白人: 86.11% - アフリカン・アメリカン: 9.29% - ネイティブ・アメリカン: 0.31% - アジア人: 1.00% - 太平洋諸島系: 0.04% - その他の人種: 1.82% - 混血: 1.43% - ヒスパニック・ラテン系: 6.57% 先祖による構成 - ドイツ系：13.7% - アイルランド系：11.5% - イギリス系：11.2% - アメリカ人：10.7% - イタリア系：8.7% 年齢別人口構成 - 18歳未満: 20.3% - 18-24歳: 8.2% - 25-44歳: 25.3% - 45-64歳: 24.2% - 65歳以上: 22.1% - 年齢の中央値: 42歳 - 性比（女性100人あたり男性の人口） - 総人口: 94.5 - 18歳以上: 91.8 | 世帯と家族（対世帯数） - 18歳未満の子供がいる: 24.1% - 結婚・同居している夫婦: 50.4% - 未婚・離婚・死別女性が世帯主: 10.9% - 非家族世帯: 35.0% - 単身世帯: 27.9% - 65歳以上の老人1人暮らし: 13.6% - 平均構成人数 - 世帯: 2.32人 - 家族: 2.82人 収入と家計 - 収入の中央値 - 世帯: 35,219米ドル - 家族: 41,767米ドル - 性別 - 男性: 30,573米ドル - 女性: 22,471米ドル - 人口1人あたり収入: 19,664米ドル - 貧困線以下 - 対人口: 11.6% - 対家族数: 7.9% - 18歳未満: 16.3% - 65歳以上: 7.1% |

## 都市と町

### 市
- デルトナ
- デイトナビーチ
- ポートオレンジ
- オーモンドビーチ
- デランド（郡庁所在地）
- ニュスマーナビーチ
- エッジウォーター
- デバリー
- ホリーヒル
- サウスデイトナ
- オレンジシティ
- デイトナビーチショアーズ
- レイクヘレン
- オークヒル

### 町
- ピアソン
- ポンスインレット

### 未編入地域
| - アラマナ - アリエル - ベイカーズタウン - バーバービル - ベンソンジャンクション - ベレスフォード - ベチューンビーチ - ブレイク - ブルースプリングスランディング - ブラフトン | - ボーデン - カサダガ - キャベッジブラフ - コナーズビル - コンラッド - カウクリーク - クレイトン - サイプレスレイクエステイツ - デイジーレイク - デイトナハイリッジエステイツ | - デイトナパークエステイツ - デレオンスプリングス - デッドマンランディング - デランドハイランズ - デランドサウスウェスト - デレオンスプリングスハイツ - エッジウォータージャンクション - エルドラ - エルドリッジ - エリノアビレッジ | - エンポリア - エンタープライズ - ファームトン - ファティオ - フォートフロリダ - グレンコー - グレンウッド - ハリファックスエステイツ - ハーバーオークス - ヒューカマー | - アイルボロ - カラマズー - レイクアシュビーショアーズ - レモンブラフ - メイタウン - ミッションシティ - マウンドグローブ - ナショナルガーデンズ - ノースデランド - オレンジシティヒルズ | - オーモンド・バイ・ザ・シー - オートナ - オスティーン - パックウッドプレース - ペニチョー - リバーサイド - サムスラ - シーブリーズ - セニア - シービル | - ストーンアイランド - シュガーミルエステイツ - タラハシーユチ - トモカエステイツ - バルデス - ボルーシャ - ウェストデランド - ウィルバー・バイ・ザ・シー |

## 教育
郡内の公共初等中等教育はボルーシャ郡教育学区が管轄している。公立高校はアトランティック高校など10校がある。規模の大きな私立学校として、ファーザー・ロペス・カトリック高校がある。

### 高等教育機関
- ベチューン・クックマン大学
- デイトナ州立カレッジ
- エンブリー・リドル航空大学
- カイザー大学

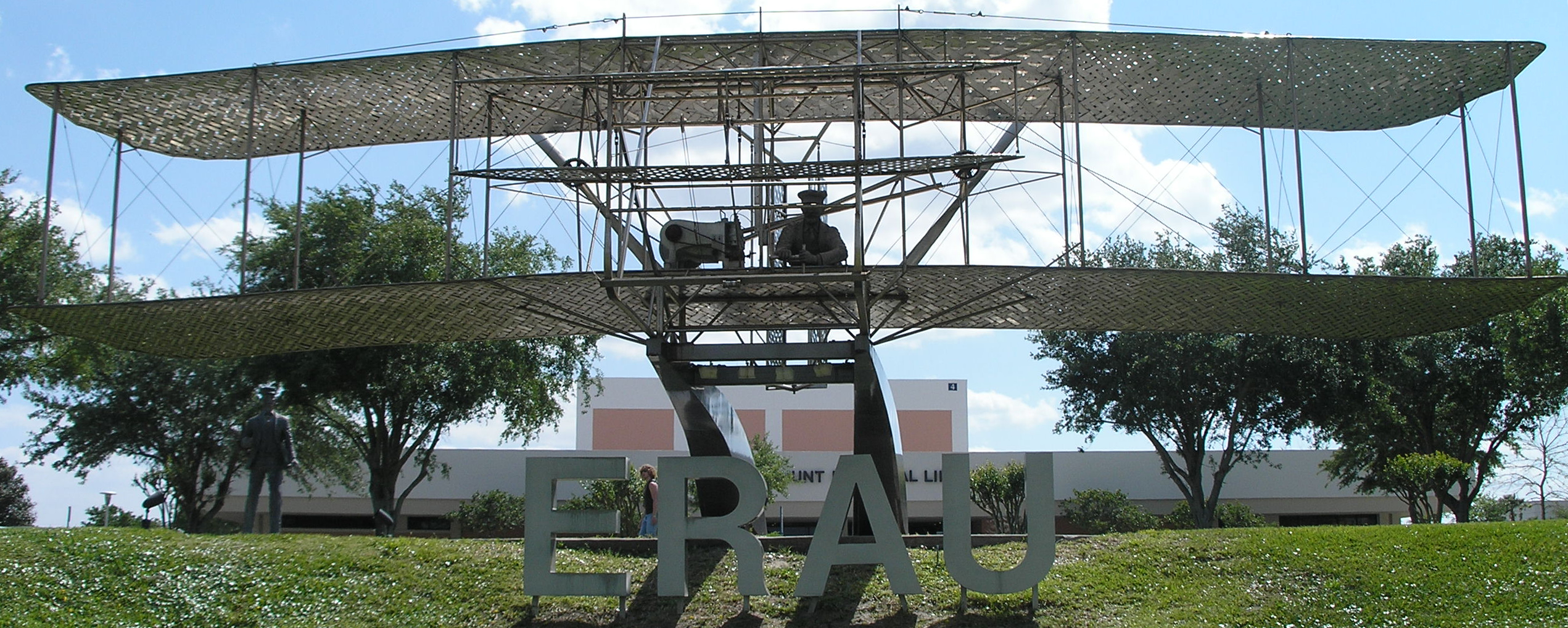
エンブリー・リドル航空大学デイトナビーチ・キャンパスに飾られているライト兄弟の実物大飛行機

- パーマー・カレッジ・オブ・カイロプラクティック
- ステッソン大学
- セントラルフロリダ大学（デイトナビーチ・キャンパス）

## メディア

### 新聞
- 「デイトナビーチ・ニューズ・ジャーナル」、デイトナビーチ地域をカバーする日刊紙のオンライン版
- 「ザ・デランド・デルトナ・ビーコン」、デランドと郡西部をカバーする週刊紙[16]
- 「オーランド・センティネル」、ボルーシャ郡をカバーするオーランド市本拠の新聞とオンライン版
- 「ジ・アビオン・ニューズペーパー」、エンブリー・リドル航空大学デイトナビーチ・キャンパスの学生新聞

### テレビとラジオ
デイトナビーチとオーランドを対象にWESHテレビ局があり、その送信塔はデイトナビーチとオーランドの中間にある。オーランド市とオレンジ郡には全国ネットのテレビ局がある。
ラジオは、AM8局、FM13局が放送を流している。

### 政府関連
- Volusia County Government
- Volusia Counthy Economic Development
- Volusia County Eco-tourism (ECHO)
- Volusia County Library
- Volusia County Law Library
- Daytona Beach International Airport (Maintained by Volusia County)
- Volusia County Court Clerk
- Volusia County Metropolitan Planning Organization
- Volusia County Transit (Votran)
- Volusia County Sheriff's Office
- Volusia County Supervisor of Elections
- Volusia County Property Appraiser
- Volusia County History
- Municipal Code of Ordinances
- Volusia County Public Schools

### その他
- The Volusia Community
- Virtual Volusia
- Ocean View Cam
- Connell Collection Approximately 550 photographs of Volusia County and the surrounding area taken between 1900 and 1915. From the State Library & Archives of Florida
- Search Volusia County Property Records

座標: 北緯29度04分 西経81度08分 / 北緯29.07度 西経81.14度